# 僕のマリー
「僕のマリー」（ぼくのマリー）は、ザ・タイガースの楽曲で、デビューシングル。1967年2月5日発売。
雑誌『ヤング・ミュージック』（集英社）の「YM BEST20」では1967年7月号の12位が最高位と、大ヒットには至らなかった。
テイチクエンタテインメントから2007年3月21日に発売されたCDアルバム「GSフォーエヴァー100」の解説欄には「40万枚を超えるセールスを記録した」とある。

## 収録曲
- 両曲とも、作詞:橋本淳　作曲・編曲:すぎやまこういち

1. 僕のマリー (My Mary) [2:24]
  - 近田春夫&ハルヲフォンによるカヴァーが、2008年発売のアルバム『リメンバー・グループ・サウンズ』に収録されている。
2. こっちを向いて (Let Me See You Baby) [3:03]
  - 岸部おさみ（岸部一徳）がリードヴォーカル。